# Comté du Prince George (Maryland)
Pour les articles homonymes, voir Comté de Prince George.

Drapeau.

Le comté du Prince George (anglais : Prince George's County) est un comté de l'État du Maryland aux États-Unis. Il est situé dans le sud de l'État, immédiatement au nord et à l’est de Washington, DC. Le comté est nommé en l'honneur de Georges de Danemark, le mari de la reine Anne de Grande-Bretagne. Son siège est à Upper Marlboro. Selon le recensement de 2020, sa population est de 967 201 habitants, dont 59 % sont des Afro-Américains ; parmi les comtés américains qui ont une majorité noire, il est le plus riche.

## Géographie
Le comté a une superficie de 1 291 km2, dont 1 257 km2 de terres émergées.
Les principales villes sont :
- Bowie
- College Park
- District Heights
- Glenarden
- Greenbelt
- Hyattsville
- Laurel
- Mount Rainier
- New Carrollton
- Seat Pleasant

## Population et société
| Groupe            | Comté du Prince George | Maryland | États-Unis |
| ----------------- | ---------------------- | -------- | ---------- |
| Afro-Américains   | 64,5                   | 29,4     | 12,6       |
| Blancs            | 19,2                   | 58,2     | 72,4       |
| Autres            | 8,6                    | 3,6      | 6,4        |
| Asiatiques        | 4,1                    | 5,5      | 4,8        |
| Métis             | 3,2                    | 2,9      | 2,9        |
| Amérindiens       | 0,5                    | 0,4      | 0,9        |
| Total             | 100                    | 100      | 100        |
|                   |                        |          |            |
| Latino-Américains | 14,9                   | 8,1      | 16,7       |

Selon l'American Community Survey, en 2017, 72,94 % de la population âgée de plus de 5 ans déclare parler anglais à la maison, alors que 17,05 % déclare parler l'espagnol, 1,91 % une langues nigéro-congolaise, 1,51 le français, 1 % le tagalog, 0,83 % le créole haïtien, 0,59 % une langues chamito-sémitique et 4,17 % une autre langue.
Le comté du Prince George, en tant que banlieue de la capitale fédérale, compte de nombreux employés de l'État fédéral ou de ses cocontractants. Majoritairement afro-américain, le comté compte une importante classe moyenne afro-américaine, plus riche et plus éduquée que dans le reste du pays.
Ces données font du comté un bastion du Parti démocrate, Barack Obama y ayant par exemple réunit 89 % des voix en 2008. Cependant, le comté se montre moins libéral sur les questions de société : en 2012, il rejette le mariage homosexuel par 51 % des suffrages, principalement en raison d'une opposition plus importante des électeurs afro-américains (même si celle-ci est moins forte que prévu).